# Jean-Guy Fechner
Jean-Guy Fechner (Agen, 2 marzo 1947) è un cantante, batterista e attore francese.
È il fratello del produttore Christian Fechner ed è il padre di Sébastien Fechner anche esso produttore.

## Biografia
Mentre il gruppo musicale Les Problèmes è sul punto di diventare definitivamente Les Charlots, Donald Rieubon, il batterista, lascia il gruppo. Christian Fechner, allora manager del gruppo, assunse il fratello Jean-Guy per sostituirlo.
Jean-Guy ha partecipato al gruppo dei Charlots fino alle riprese del film 005 matti: da Hong-Kong con furore quando, di comune accordo, Christian Fechner e Les Charlots decisero nel 1976 di rescindere il contratto.
Dopo la sua separazione dal gruppo, ha lavorato agli Studios Fechner con suo fratello. Supervisiona la campagna pubblicitaria di Les Bronzés 3, nonché il marketing di altre produzioni di suo fratello.

## Filmografia parziale

### Attore
- 5 matti in mezzo ai guai (La Grande java), regia di Philippe Clair (1969)
- Cinque matti al servizio di leva (Les Bidasses en folie), regia di Claude Zidi (1971)
- Cinque matti allo stadio (Les Fous du stade), regia di Claude Zidi (1972)
- Cinque matti alla corrida (Les Charlots font l'Espagne), regia di Jean Girault (1972)
- Cinque matti al supermercato (Le Grand bazar), regia di Claude Zidi (1973)
- Se gli altri sparano... io che c'entro!? (Je sais rien, mais je dirai tout), regia di Pierre Richard (1973)
- Cinque matti vanno in guerra (Les Bidasses s'en vont en guerre), regia di Claude Zidi (1974)
- Più matti di prima al servizio della regina (Les quatre Charlots mousquetaires), regia di André Hunebelle (1974)
- 5 matti alla riscossa (Les Charlots en folie: À nous quatre Cardinal!), regia di André Hunebelle (1974)
- 005 matti: da Hong-Kong con furore (Bons baisers de Hong-Kong), regia di Yvan Chiffre (1975)
- Trop c'est trop, regia di Didier Kaminka (1975)
- Justinien Trouvé ou le Bâtard de Dieu, regia di Christian Fechner (1993)
- Élisa, regia di Jean Becker (1995)
- Le Carton, regia di Charles Nemes (2004)
- Skate or Die, regia di Miguel Courtois (2008)
- Au bistro du coin, regia di Charles Nemes (2011)
- Les Charlots Intime, - documentario (2013)

### Televisione
- L'homme qui venait du Cher (1969)
- Un incertain sourire, regia di Robert Bober (1970)
- Les Saintes chéries - serie TV, 1 episodio, regia di Jean Becker (1970)
- A Bout Portant les Charlots - serie TV, 1 episodio (1971)
- A Samedi soir - serie TV, 2 episodi (1972)
- Cadet Rousselle (1972)
- Système 2 (1972)
- Sueurs froides - serie TV, 1 episodio (1988)
- La douce folie des bidasses  (2005)
- Vivement dimanche (2008)
- Histoire de cinéma (2011)
- Un jour, un destin (2012)

Dal 1966 al 1976: ha girato un centinaio di spettacoli di Charlots.

## Discografia
Per la sua discografia all'interno di Les Charlots, vedi Les Charlots dal 1966 al 1976.